# Nicole Duclos
Nicole Duclos, nata Salavert (15 agosto 1947), è un'ex velocista francese.

## Palmarès

### Europei
- 2 medaglie:
  - 1 oro (Atene 1969 nei 400 metri piani)
  - 1 argento (Atene 1969 nella staffetta 4x400 m)